# Chrysler Fifth Avenue
Der Chrysler Fifth Avenue ist eine Limousine der oberen Mittelklasse mit Hinterradantrieb, die der US-amerikanische Automobilhersteller Chrysler von 1983 bis 1989 vor allem in Nordamerika verkaufte.

## Hintergrund: Badge Shifting
Nachdem Chrysler 1975 seine bisherige Spitzenmarke Imperial eingestellt hatte, war die Baureihe New Yorker das größte und teuerste PKW-Modell des Konzerns. In den ersten drei Jahren waren die New Yorker-Modelle mit den bis 1975 produzierten Imperial LeBaron identisch; von 1979 bis 1982 bot Chrysler dann einen neu gestalteten New Yorker an, der auf der konzerneigenen R-Plattform basierte. Im Sommer 1981 stellte Chrysler die Produktion dieser großen Limousinen vollständig ein, die sich am Markt nicht hatten durchsetzen können.
Für das im Herbst 1981 beginnende Modelljahr 1982 blieb der Name New Yorker als Bezeichnung des Spitzenmodells des Chrysler-Konzerns erhalten, allerdings wurde er in einem im amerikanischen Sprachgebrauch als Badge Shifting bezeichneten Prozess auf ein deutlich kleineres Fahrzeug übertragen. Der New Yorker des Jahrgangs 1982 basiert auf der im Intermediate-Bereich positionierten M-Plattform, sodass das neue Auto etwa 40 cm kürzer wurde als sein Vorgänger. Er ist in technischer Hinsicht identisch mit dem von 1977 bis 1981 produzierten LeBaron, hob sich von ihm allerdings durch stilistische Änderungen im Dachbereich ab. Wie schon in den Jahren zuvor, erhielten die am umfangreichsten ausgestatteten Versionen des Wagens die Bezeichnung New Yorker Fifth Avenue, die an die gleichnamige Straße in New York erinnern sollte.
Im Modelljahr 1983 wurde die Modellbezeichnung New Yorker für zwei unterschiedliche Fahrzeuge verwendet:
- Als New Yorker wurde nunmehr eine hochwertig ausgestattete Version des frontgetriebenen Chrysler K-Car verwendet, die auf der E-Plattform basierte und  mit einer Länge von 4700 mm mehr als einen halben Meter kürzer war als das letztjährige heckgetriebene New Yorker.
- Neben diesem kompakten New Yorker bot Chrysler 1983 ein Fahrzeug mit der Bezeichnung New Yorker Fifth Avenue an. Hierbei handelte es sich um das vom Vorjahr bekannte, auf der M-Plattform beruhende Fahrzeug mit Hinterradantrieb. Von besonderer Bedeutung war die Preisgestaltung: Der kleinere, modern konstruierte New Yorker war deutlich günstiger als der alte, heckgetriebene New Yorker Fifth Avenue.

Für das Modelljahr 1984 löste Chrysler die Verwirrung um die doppelte Verwendung von Bezeichnungen auf. Der Name New Yorker wurde nur noch von dem frontgetriebenen K-Car-Ableger verwendet, während die große, heckgetriebene Limousine künftig als Chrysler Fifth Avenue verkauft wurde. Diese Modellbezeichnung behielt das Auto bis zur Produktionseinstellung 1989 bei. Danach ersetzte ihn der frontgetriebene New Yorker Fifth Avenue.

## Modellgeschichte

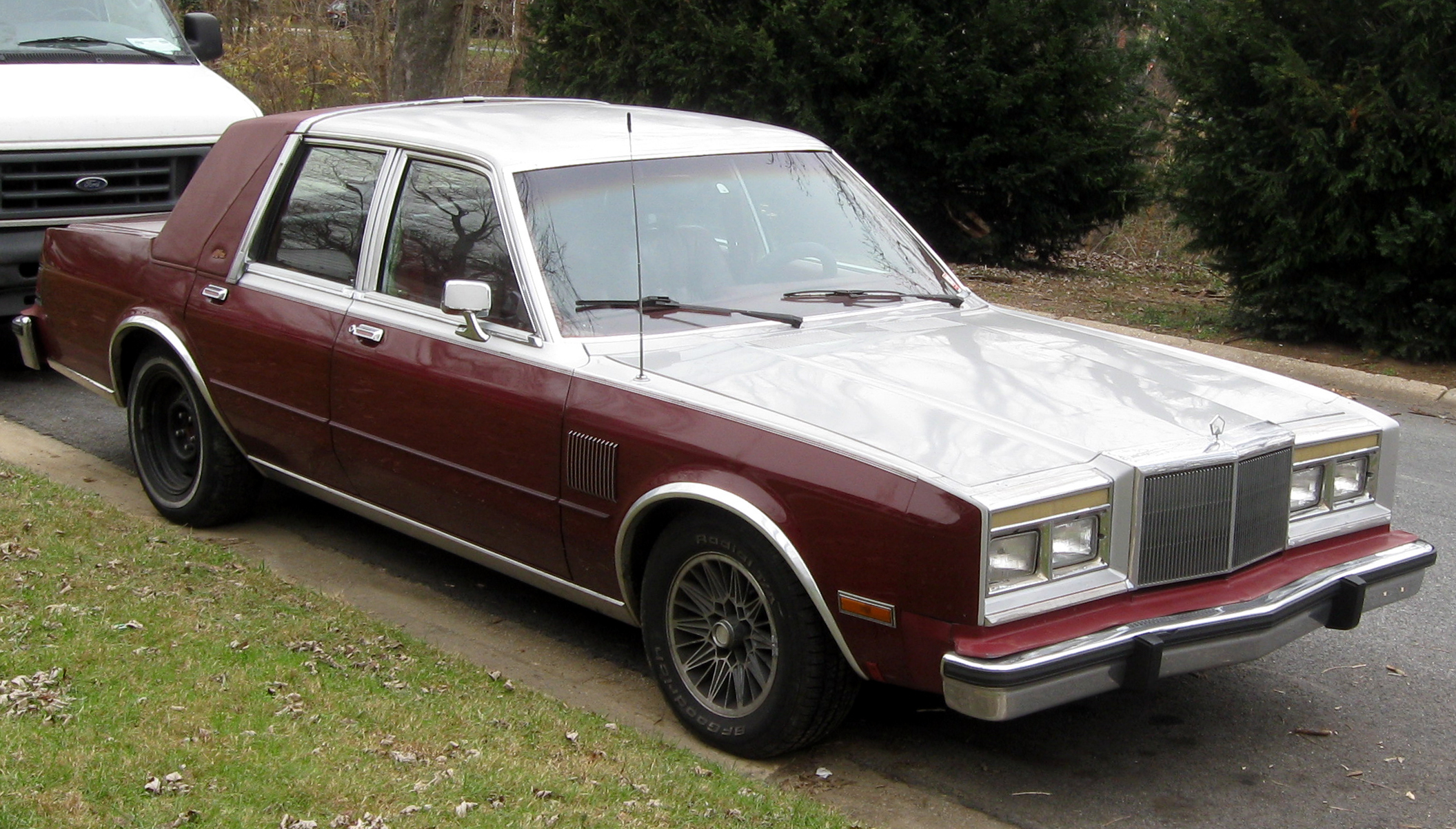
Häufig in Zweifarblackierung geliefert: Chrysler Fifth Avenue

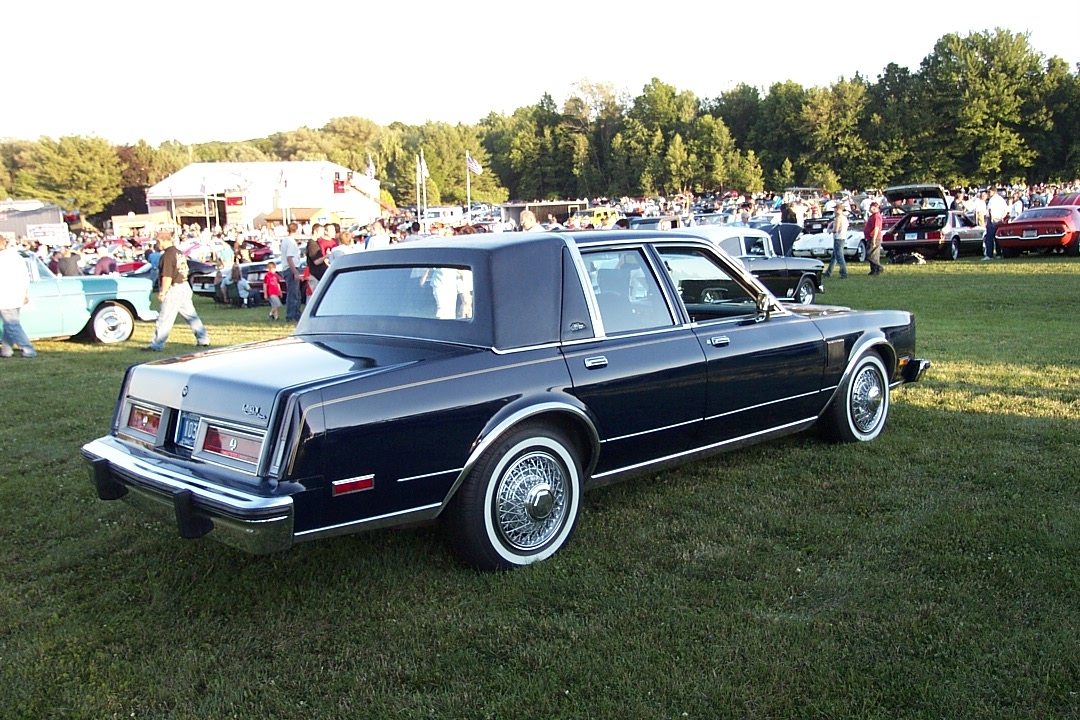
Stilistisch mit dem Fifth Avenue identisch: Das Sondermodell Chrysler LeBaron Fifth Avenue Edition von 1980

Der von 1984 bis 1989 angebotene Chrysler Fifth Avenue war in dieser Zeit der teuerste Personenwagen des Chrysler-Konzerns. Er war technisch identisch mit den Modellen Dodge Diplomat und Plymouth Gran Fury, die ebenfalls auf der M-Plattform beruhten, wesentlich einfacher ausgestattet waren und zu einem um 30 Prozent günstigeren Preis angeboten wurden.

### Technik
In technischer Hinsicht war der Fifth Avenue bereits bei seiner Markteinführung „veraltet“. Er verfügte über ein einfaches Fahrwerk mit hinteren Blattfedern und Starrachse. Als Antrieb diente ein Achtzylindermotor mit 5,2 Litern Hubraum, der anfänglich 132 PS und ab 1985 142 PS abgab. Als Kraftübertragung diente eine TorqueFlite-Dreigangautomatik. Der Fifth Avenue hatte an den Vorderrädern Scheiben- und an den Hinterrädern Trommelbremsen.

### Design
Äußerlich unterschied sich der Fifth Avenue von seinen günstigeren Schwestermodellen durch ein Vinyldach, das im Landauer-Stil auf den hinteren Bereich des Wagens, d. h. auf die C-Säule beschränkt war. Eine stilistische Besonderheit war die Vinylabdeckung eines Teils des hinteren Seitenfensters. Diese Gestaltung geht zurück auf ein Sondermodell des LeBaron, das 1980 unter der Bezeichnung LeBaron Fifth Avenue Edition angeboten worden war. Das auf Cabriolet-Umbauten spezialisierte Unternehmen American Sunroof Company (A.S.C.) hatte 1980 insgesamt 650 Fahrzeuge dieser Sonderserie hergestellt.
Die Frontpartie war zunächst ebenfalls eigenständig. Hier waren die Blinker horizontal über den vier Scheinwerfern angeordnet. Dieses Gestaltungselement übernahm der Dodge Diplomat im Zuge eines Facelifts zum Modelljahr 1985. Der Fifth Avenue war serienmäßig mit Drahtspeichenrädern ausgestattet. Zusammen mit dem Vinyldach machte das Auto damit einen betont konservativen Eindruck.

### Ausstattung

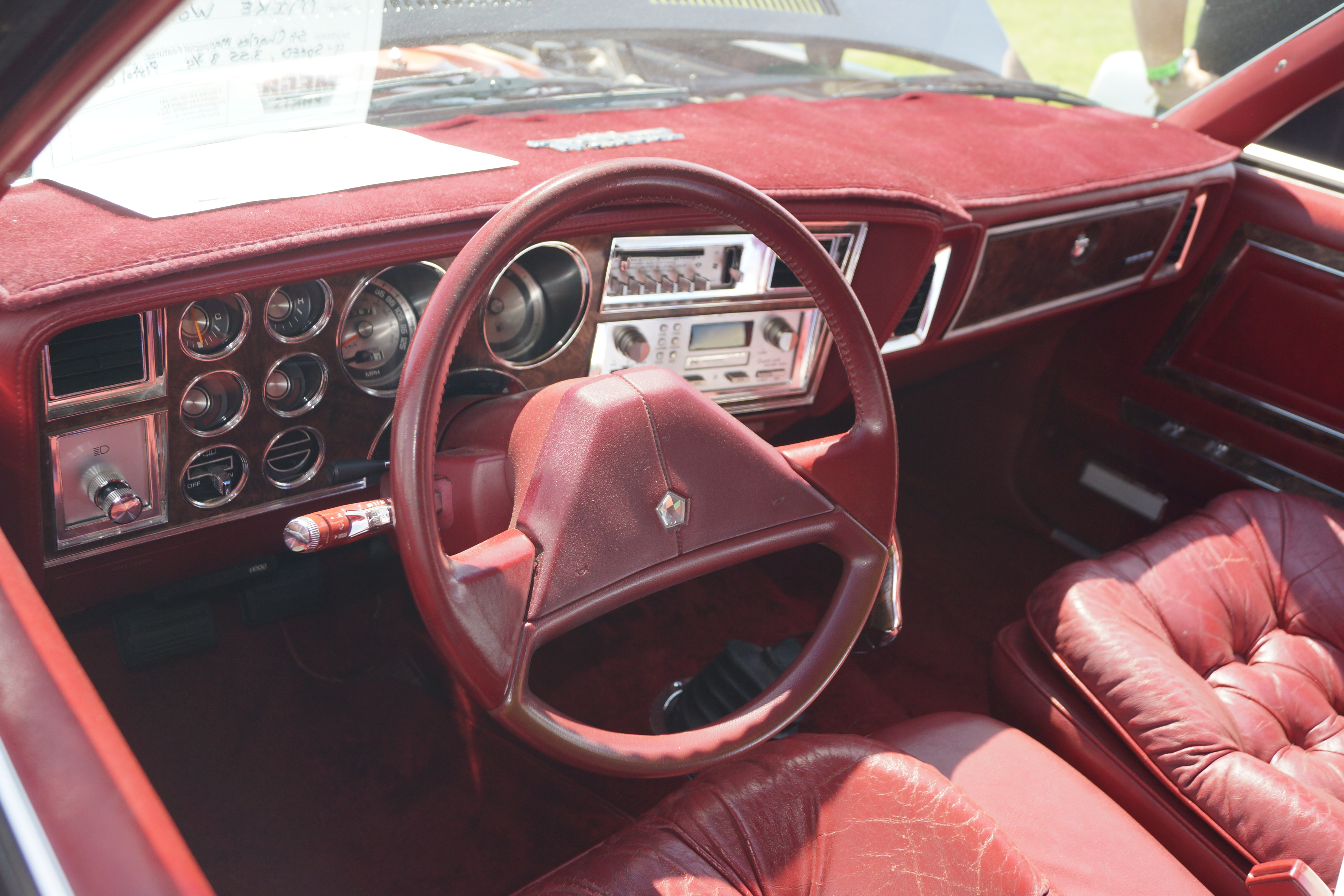
Interieur

Die Komfortausstattung war umfangreich. Elektrisch betätigte Fenster und Sitze sowie eine Klimaanlage gehörten zur Serienausstattung, ab 1988 wurde serienmäßig auch ein Fahrerairbag geliefert. Auf Wunsch konnten die Sitze mit Echtleder bezogen werden. Von Jahr zu Jahr wurde die Palette der lieferbaren Farben ein wenig verändert, ansonsten blieb das Fahrzeug während seiner Bauzeit ohne nennenswerte Modifikationen. Als bestellbare Ausstattung gab es das Electronic Voice Alert (EVA), das Warnungen des Kombiinstruments ansagte.

## Produktion
Der Chrysler Fifth Avenue war auf dem amerikanischen Markt erfolgreich. Regelmäßig erreichte er hohe fünfstellige, in zwei Jahren auch sechsstellige Produktionszahlen. Bezogen auf die Modelle der M-Plattform, war er in den 1980er-Jahren das erfolgreichste Fahrzeug. Der Fifth Avenue verkaufte sich viermal besser als der Dodge Diplomat und fünf- bis sechsmal besser als der Plymouth Gran Fury. Vom Fifth Avenue baute Chrysler innerhalb von sechs Jahren über 420.000 Exemplare.